# Michiel de Ruyterjaar
In 2007 werd in Nederland het Michiel de Ruyterjaar gehouden. Hier wordt gevierd dat Michiel Adriaenszoon de Ruyter 400 jaar geleden werd geboren in Vlissingen. Michiel de Ruyter leefde van 24 maart 1607 – 29 april 1676 en was een Nederlands admiraal.

## Hoofdactiviteiten 2007

### Opening Michiel de Ruyterjaar
Het Michiel de Ruyterjaar werd op 23 maart 2007 in Vlissingen feestelijke wijze geopend in aanwezigheid van Koningin Beatrix. Hierbij werd ook de De Ruyter Medaille uitgereikt. Een speciaal stripboek rondom Michiel de Ruyter is op 24 maart 2007 uitgebracht. De tekenaar is dezelfde als die vele jaren de Suske en Wiske strips heeft getekend.

### Herdenkingsmunt
Eind maart is een speciale herdenkingsmunt met de beeltenis van Michiel de Ruyter uitgegeven. Dit Michiel de Ruyter Vijfje met aan de ene zijde Michiel de Ruyter en aan de andere zijde koningin Beatrix, heeft een nominale waarde van 5 euro en is wettig betaalmiddel in Nederland. Het draagt de tekst 'Onze parel hun schrik'.

### Vlootschouw en Zeeuwse Marinedagen
Van 6 tot en met 9 juli 2007 waren de Zeeuwse Marinedagen in de haven van Vlissingen. Circa 15 schepen van de Koninklijke Marine en buitenlandse eenheden hadden een ligplaats in de haven van Vlissingen.

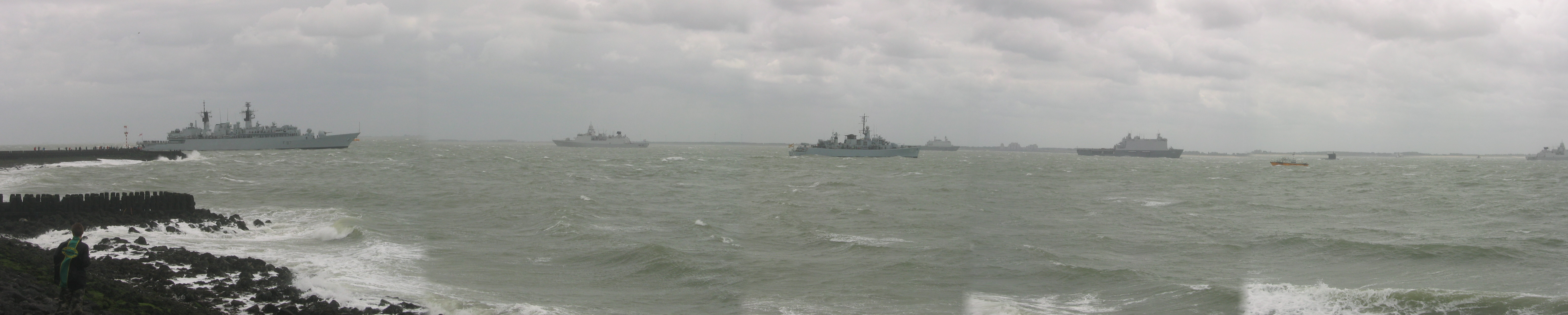
Vlootschouw op de rede van Vlissingen

### Sail de Ruyter
Van 23 t/m 26 augustus 2007 was het (grote) sail-evenement Sail de Ruyter. Tijdens dit evenement waren een groot aantal zeilschepen in de haven van Vlissingen te bezichtigen. Dit evenement werd ook in 2013, het jaar van de Gouden Eeuw en tevens jubileumjaar van de Koninklijke Marine, georganiseerd.

### Tentoonstelling "Helden"
In de Nieuwe Kerk te Amsterdam was de tentoonstelling "Helden", met Michiel de Ruyter als hoofdthema, georganiseerd door het Rijksmuseum. Hier werd op 7 november 2007 de Admiraalslezing gehouden. Dit was tevens de officiële afsluiting van het De Ruyter-jaar. Hier was ook een kleine betoging door de antiracistische groep Doorbraak. Deze stelt dat het feestjaar voorbij gaat aan de eeuwenlange ellende die het Nederlandse kolonialisme, kapitalisme en nationalisme hebben voortgebracht.

## Nationaal Onderwijsprogramma "Michiel de Ruyter voor basis- en voortgezet onderwijs"
- Datum: jaar 2006–2007
- Plaats: Nederland
- Omschrijving:

Op verzoek van het ministerie van Onderwijs, Cultuur en Wetenschap heeft SLO, nationaal expertisecentrum voor leerplanontwikkeling, een onderwijsproject Burgerschapskunde met De Ruyter als icoon voor 10- tot 15-jarigen opgezet. Dit is aan alle scholen in Nederland beschikbaar gesteld.

## Geschiedenis / Achtergrond
De Heeren hebben mij niet te verzoeken, maar te gebieden, en al wierd mij bevoolen 's Lands vlagh op een enkel schip te voeren, ik zou daarmee t'zee gaan en daar de Heeren Staten hunne vlag betrouwen, zal ik mijn leven waagen.

Op 24 maart 2007 was het vierhonderd jaar geleden dat Michiel de Ruyter in Vlissingen werd geboren. De vlootvoogd werd 69 jaar oud: hij overleed op 29 april 1676 aan de verwondingen die hij een week eerder had opgelopen in de Slag bij Syracuse (Sicilië). Zijn stoffelijke resten bevinden zich in een praalgraf in de Nieuwe Kerk te Amsterdam.
De grootheid van De Ruyter komt nergens beter tot uiting dan in de bovenstaande reactie van onze eigenzinnige zeeheld. Michiel verkoos deze woorden medio 1675 in een antwoord op de schampere opmerkingen van een lid van de Staten-Generaal over zijn vermeende gebrek aan moed. Hij stond op het punt om als opperbevelhebber met een te kleine vloot naar de Middellandse Zee te vertrekken. Op dat moment was hij inmiddels door ziekte verzwakt en hoogbejaard.
In de huidige tijdgeest van internationalisatie is er alle aanleiding om op passende wijze aandacht te besteden aan het leven en werk van een van Nederlands grootste personen. Zowel de krijgsverrichtingen als de karaktereigenschappen van Michiel de Ruyter bieden daartoe ruim voldoende aanknopingspunten. De luitenant-admiraal-generaal was immers niet alleen een uitzonderlijk getalenteerd en onverschrokken militair, maar ook een goed en hoogstaand mens.

## 1976: 300e sterfdag Michiel de Ruyter
Ter gelegenheid van de 300e sterfdag van Michiel de Ruyter werden een speciale postzegel en een herdenkingspenning uitgegeven. Tevens werd er op bescheiden schaal aandacht aan geschonken door middel van tentoonstellingen, plechtigheden en op radio en tv. Min of meer toevallig werd op 29 juni van datzelfde jaar een geleide-wapenfregat in dienst gesteld, in aanwezigheid van Koningin Juliana, dat naar Michiel de Ruyter vernoemd was.